# Glutaraldehído
El glutaraldehído es un compuesto químico de la familia de los aldehídos que se usa principalmente como desinfectante de equipos médicos, odontológicos y de laboratorio.

## Características
El glutaraldehído es un líquido oleaginoso generalmente sin color o ligeramente amarillento y con un olor acre. Es un compuesto estable sin riesgo de polimerización.

## Usos
El glutaraldehído es un potente  bactericida y en su forma alcalina, en forma diluida mezclada con agua en concentraciones del  0.1% al 1.0%, se usa como desinfectante en frío de equipo médico y científico que es sensible al calor, incluyendo los instrumentos de diálisis y de cirugía, los frascos de succión, broncoscopias, endoscopias, y el instrumental de oído, nariz, y garganta. Su efectividad es más limitada frente a algas y hongos.
También se usa como un agente fijador de tejidos en los laboratorios de histología y patología y como un agente de endurecimiento en el revelado de los rayos X.
También se usa en el tratamiento del agua y como preservante químico. En la industria del cuero se usa como agente curtidor y es un componente de líquidos de embalsamamiento.

## Toxicidad
Se trata de un producto que, por contacto directo o exposición a sus vapores, puede ocasionar sensibilización e irritación de la piel y las mucosas. Se han informado varios casos de colitis por glutaraldehído en la literatura mundial después de la realización de colonoscopias, probablemente causados por restos de glutaraldehído en los endoscopios.
Es agente causal de enfermedad ocupacional entre los trabajadores sanitarios, particularmente de dermatitis, alergia respiratoria y asma.